# Gottfried Claes Carl Hagenbeck

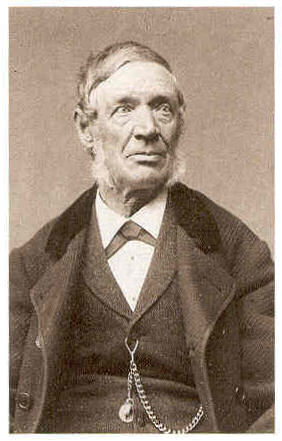
Gottfried Claes Carl Hagenbeck, um 1880

Gottfried Claes Carl Hagenbeck (auch Clas; * 13. März 1810 in Hamburg; † 3. Oktober 1887 ebenda) war ein erfolgreicher Hamburger Fischhändler, Tierschausteller und Begründer eines Tierhandels, den sein Sohn Carl Hagenbeck (1844–1913) zu einem internationalen Familienunternehmen und einem Tierpark ausbaute.

## Leben und Wirken
Gottfried Claes Carl Hagenbeck wurde 1810 als unehelicher Sohn des flämischen Tapetenfabrikanten François (Ziese) Hagenbeck und der Louise Juliane Richersen in Hamburg geboren. Er betrieb in der Großen Petersenstraße 16 (der heutigen Lincolnstraße) in Hamburg-St. Pauli eine Fischräucherei. Im Zuge des wirtschaftlichen Aufschwungs der Stadt nach den Napoleonischen Kriegen prosperierte auch Hagenbecks Fischhandel. Er nahm Fischer unter Vertrag, die ihm exklusiv ihre Fänge aus der Elbe und von hoher See ablieferten. Neben der Räucherei verarbeitete er den Laich der Störe, die im Frühjahr die Elbe heraufschwammen, zu sogenanntem „Elbkaviar“, der viel billiger gehandelt wurde als der russische. Gute Geschäfte machte Gottfried Hagenbeck zudem mit Aalen, die einer seiner Kunden, der Straßenhändler „Aalweber“ (der eigentlich Karl Weber hieß), vor dem Fischladen in Versen anpries, wodurch er seinen Spitznamen bekam. Der Schauspieler Friedrich Eduard Dannenberg, der bei Hagenbeck im Haus wohnte und sich etwas Geld damit verdiente, mit einer Glocke in der Hand städtische Verordnungen bekannt zu machen, warb bei der Gelegenheit auch für Hagenbecks Räucherfische.

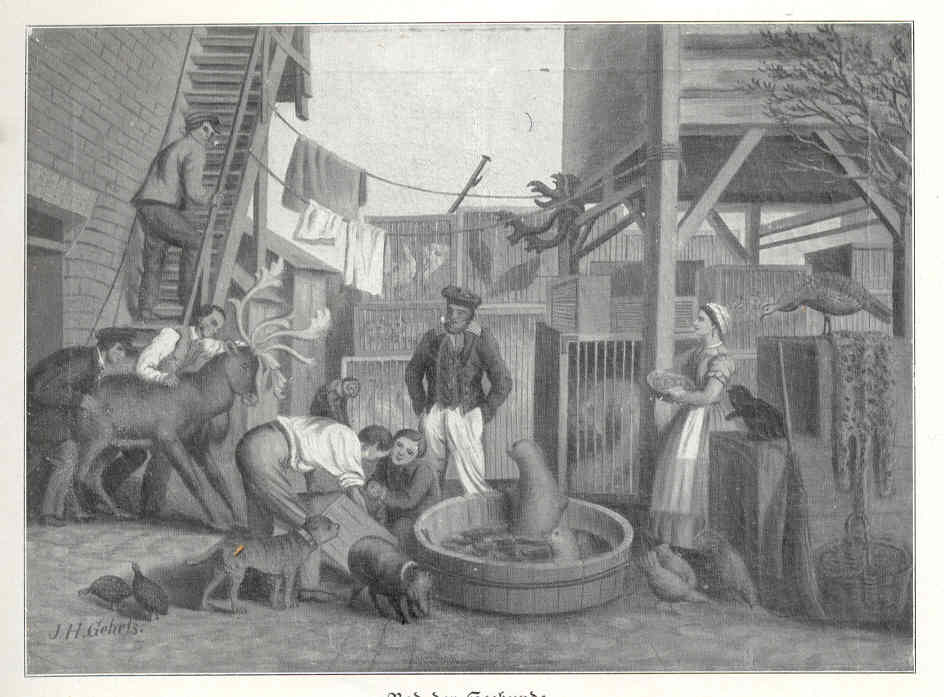
Nach Heinrich Leutemann: Bad der Seehunde des Gottfried Hagenbeck

Im Frühjahr 1848, so eine Anekdote, sollen Fischer, die für Gottfried Hagenbeck arbeiteten, sechs Seehunde gefangen haben, die dieser in einem Bottich gegen Geld zur Besichtigung feilgeboten habe. Der kommerzielle Erfolg habe ihn veranlasst, die Seehunde in Berlin zur Schau zu stellen; er habe sie später an einen Schausteller verkauft, der die Tiere als „Seejungfrauen“ habe auftreten lassen. Hagenbeck besaß eine kleine Menagerie, zu der Ziegen, Hühner und – von Seeleuten mitgebracht – ein Affe und ein sprechender Papagei gehörten. Er begann, insbesondere zu Zeiten des Doms, des weihnachtlichen Hamburger Jahrmarkts, Tiersensationen zu präsentieren. So zeigte er zum Beispiel einen rasierten Eber als „nacktes Riesenschwein“ oder ein „Lama“, das indes ein Reh aus der Lüneburger Heide war.
1852 bot der Kapitän eines Walfängers ihm einen ausgewachsenen Eisbär an; er kaufte ihn für 350 Taler. Er stellte das Tier zunächst in seiner Fischhandlung aus. Er pachtete 1856 von Theodor Hünemerder das „Lemlersche Karussell“ und das „Hundiussche Naturalienkabinett“ auf dem Spielbudenplatz 20, wo er in seiner Handelsmenagerie Eisbären unter anderem zusammen mit Hyänen, Waschbären, und Pavianen ausstellte und einen Recommandeur für den Bären Reklame laufen ließ. Der Spielbudenplatz war eine bekannte Adresse für Tier- und Naturalienhändler. Johann Mohr hatte bis 1847 am Spielbudenplatz 18 einen solchen Handel betrieben. Seit 1824 war J. C. H. Eckert tätig. Er verkaufte u. a. ausgestopfte Vögel. Sein Sohn betrieb eine Muscheldrechselerei. Ein gewisser Eduard Nelson Guy zeigte im August 1844 an, dass ein Eisbär aus Grönland in seiner Menagerie am Spielbudenplatz [19] für kurze Zeit zu besichtigen sei. Hinter dem Pseudonym Eduard Nelson Guy verbarg sich vermutlich Johann Christian Jamrach, der sich nahezu gleichzeitig in London eine Tierhandlung aufgebaut hatte. Es kam unter Carl Hagenbeck zu zahlreichen geschäftlichen Verbindungen. 
1857 kaufte er dem österreichischen Forschungsreisenden Josef Franz Natterer (1819–1862) wilde Tiere aus dem Sudan ab, darunter Löwen, Leoparden und Gazellen, die er von Wien nach Hamburg verfrachtete und an Zoos und Wandermenagerien weiterverkaufte. Dazu hatte er am 5. April eine Handlungs-Menagerie eröffnet.
Am 1. Januar 1866 übergab Hagenbeck das Geschäft an seinen Sohn Carl, der bereits seit 1859 dort mitgearbeitet hatte; Gottfried Claes Carl Hagenbeck starb 1887. Im Frühjahr hatte ein Sturm das erste Zelt von „Carl Hagenbeck's Internationaler Circus und Singhalesen-Karawane“ zerstört, in dem der Sohn seine Völkerschau ins Zirkusformat brachte.
Clas Hagenbeck war zweimal verheiratet, in erster Ehe mit Christiana Anderson (1812–65) und in zweiter Ehe mit Caroline Grevenborg. Clas Hagenbeck zeigte am 19. Oktober 1866 die Geburt des Sohnes John Heinr. (1866–1940) an.